# Trockenwohner

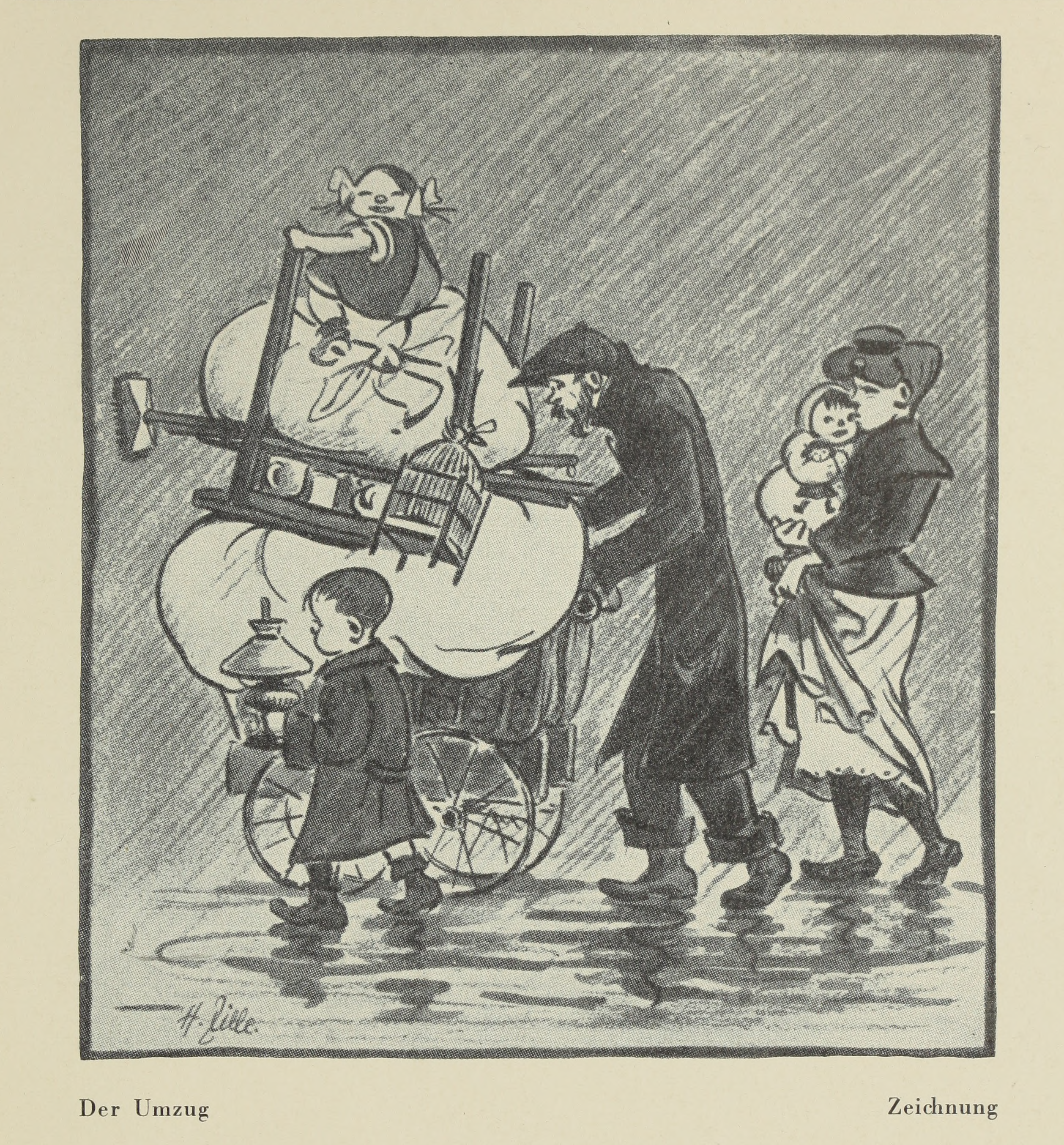
Heinrich Zille: Trockenwohner (um 1900): Eine Familie zieht von einer Wohnung in die nächste

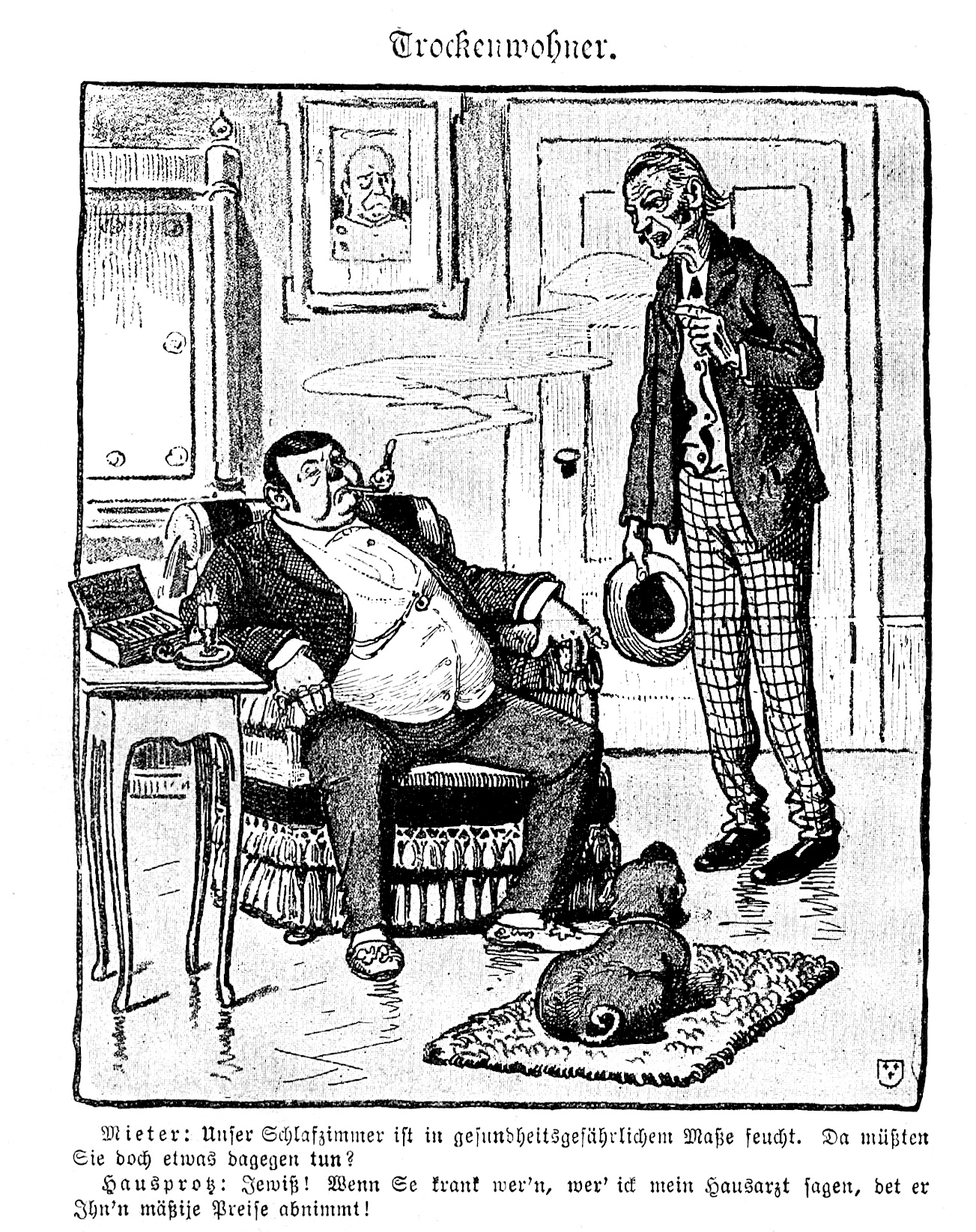
Karikatur „Trockenwohner“, Der wahre Jacob (1904): Mieter: „Unser Schlafzimmer ist in gesundheitsgefährlichem Maße feucht. Da müßten Sie doch etwas dagegen tun?“ Hausprotz: „Jewiß! Wenn Se krank wer’n, wer’ ick mein Hausarzt sagen, det er Ihn’n mäßige Preise abnimmt!“

Als Trockenwohner (auch Trockenbewohner; Trockenmieter) bezeichnete man in der Zeit der Industrialisierung und der Gründerzeit Menschen, die zeitweilig in neu errichteten Wohngebäuden wohnten (auch Mietskasernen genannt), deren Wände noch nicht ausreichend getrocknet waren. Der Begriff „Trockenwohner“ wurde 1863 von der Satirezeitschrift Kladderadatsch geprägt, war häufig Gegenstand von Satire und Karikatur und wurde bei Karl Kraus und Walter Benjamin zur kulturkritischen Metapher. 

## Wortgeschichte
Der Kladderadatsch definierte den Begriff wie folgt: „,Trockenwohner‘ nennt man in Berlin die Proletarier, welchen die Häuserspekulanten die Wohnungen in ihren neu erbauten, eben fertig gewordenen Häusern ohne Forderung eines Mietzinses überlassen, bis jede Feuchtigkeit aus dem Neubau verschwunden ist und das Haus für zahlende Mieter bewohnbar ist.“ Der Ausdruck wurde von der Zeitschrift scherzhaft im übertragenen Sinne für Personen des öffentlichen Lebens verwendet, etwa einen abberufenen preußischen Minister.

## Bautechnischer Hintergrund
Anders als Zementmörtel setzt der zu dieser Zeit beim Häuserbau noch vorherrschende billigere Kalkmörtel bei seiner Aushärtung noch einmal weiteres Wasser frei, so dass ein mit solchem Mörtel gebautes Haus typischerweise drei Monate benötigte, bis es bewohnbar war. In dieser Zeit wurden die unbehaglichen Wohnungen kostenlos oder zu niedriger Miete an „Trockenwohner“ vergeben, die das Haus schon allein durch ihre Anwesenheit beheizten und außerdem mit dem Kohlenstoffdioxid ihrer Atemluft zur schnelleren Aushärtung des Mörtels beitrugen, bis es schließlich so weit getrocknet war, dass man die Wohnungen zur vollen Miete regulär vermieten konnte.

## Gesellschaftlicher Hintergrund
Da die neue städtische Arbeiterklasse in der Zeit der Industrialisierung unter ständigem Wohnungsmangel und überhöhten Mieten litt, stellte das „Trockenwohnen“ eine Alternative zur Obdachlosigkeit dar. Die Feuchtigkeit der Häuser hatte allerdings auch negative Auswirkungen auf die Gesundheit der Bewohner, die zudem alle drei Monate die Wohnung wechseln mussten. Hinzu kam, dass die potenziellen Trockenwohner in der Regel keine Möbel besaßen, um die Wohnungen zu möblieren, und meist auch keine Heizung.

## Rezeption in der Kultur

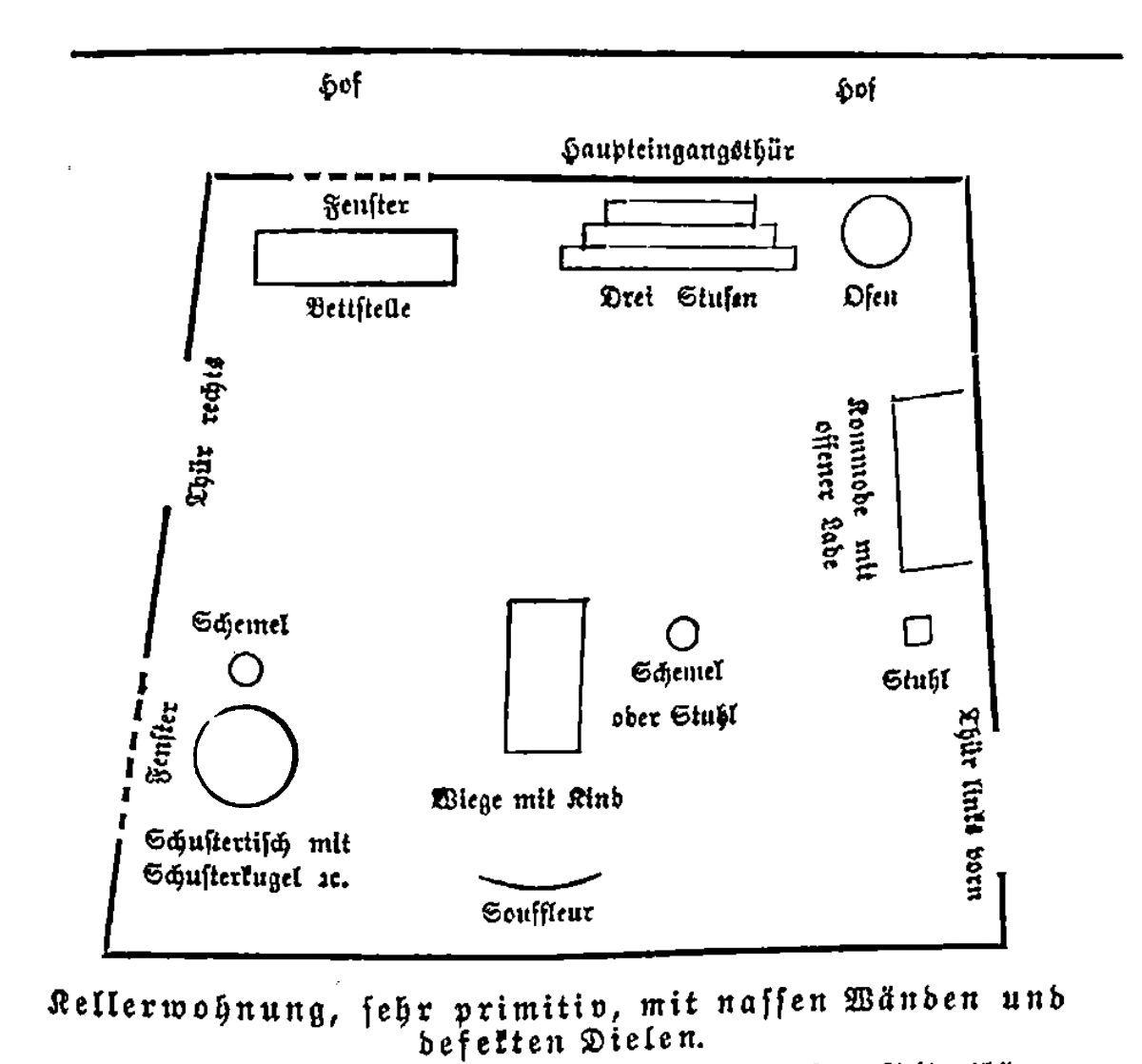
Szenenbild aus dem Stück Die Trockenwohner von Oscar Wagner (1893): „Kellerwohnung, sehr primitiv, mit nassen Wänden und defekten Dielen“

Der Schriftsteller Theodor Fontane benutzt den Begriff im 1894 veröffentlichten Roman Effi Briest:

„… nur dass es ein Neubau war, feucht und noch unfertig. »Es wird nicht gehen, liebe Effi«, sagte Frau von Briest, »schon einfach Gesundheitsrücksichten werden es verbieten. Und dann, ein Geheimrat ist kein Trockenwohner.«“

Der Berliner Zeichner Heinrich Zille stellte das Milieu der Trockenwohner auf seinen Arbeiten um die Jahrhundertwende dar. Der Maler Otto Nagel beschreibt die Trockenwohner 1955 in seinem Werk über Zille:

„Die Rabitzwand feierte Triumphe. Die Bezeichnung „Schwindelbauten“ für Häuser, die aus mehr Schutt als Steinen errichtet waren, wurde zu einer geläufigen Redensart. Die Kategorie der „Trockenwohner“ entstand, Menschen, die bereit waren, in die noch nassen Bauten einzuziehen, um durch ihr Wohnen den Trockenprozeß zu beschleunigen, und damit gleichzeitig den Ruin ihrer Gesundheit. Diese Mieter waren meist, mit den Ärmsten der Armen, die gleichen Menschen, die jene Häuser erbaut hatten; durch die Witterung waren sie arbeitslos geworden und wohnten während dieser Arbeitslosenzeit eben als Trockenmieter.“

Der österreichische Publizist Karl Kraus verwendet die Metapher mehrfach. 1912 schreibt er in seinem Essay Nestroy und die Nachwelt: „Seitdem es Genies gibt, wurden sie als Trockenwohner in die Zeit gesetzt; sie zogen aus und die Menschheit hatte es wärmer. Seitdem es aber Ingenieure gibt, wird das Haus unwohnlicher.“ In seinem Essay Von zwei Städten (1912) über Berlin und Wien schrieb er:

„Daß der Tonfall des Berliner Tages die Selbstverständlichkeit ist, die alles Neue amalgamiert, während wir hier täglich das Alte ungewohnt finden, die Tradition beglotzen, auf die Vergangenheit hoffen und als Trockenwohner baufälliger Häuser uns fortfretten. Ich würde die Zauberformel Berlins finden: Das, worüber man hinwegkommen muß, ist nicht das Ziel.“

Der von Kraus beeinflusste deutsche Philosoph Walter Benjamin verwendet die Metapher des Trockenwohners ebenfalls. 1936 schrieb er in seinem Aufsatz Der Erzähler: „Heute sind die Bürger in Räumen, welche rein vom Sterben geblieben sind, Trockenwohner der Ewigkeit, und sie werden, wenn es mit ihnen zu Ende geht, von den Erben in Sanatorien oder in Krankenhäusern verstaut.“ In seinem im gleichen Jahr verfassten Aufsatz Das Kunstwerk im Zeitalter seiner technischen Reproduzierbarkeit schreibt er über Charlie Chaplin als Exzentriker: „In den neuen Spielräumen, die durch den Film entstanden, ist er als erster zu Hause gewesen; ihr Trockenbewohner.“
Der Schriftsteller Hans Fallada beschrieb in seinem 1953 erschienenen Roman Ein Mann will nach oben die Situation von Trockenwohnern in den Berliner Neubaugebieten um die Jahrhundertwende.